# Коломенская пастила (продукт)
Коломенская пастила — традиционное русское лакомство, символ подмосковного города Коломны. Предположительно возникла в период средневековья как один из способов хранения яблочных урожаев.. Следует разделять белевскую и коломенскую пастилы, так как приготовляются они по различным рецептам.

## История
История появления отдельного вида пастилы связана с появлением в России сахара (традиционная пастила приготовлялась на сыте, меду или патоке). Импортный сахар в широком доступе появился в Москве лишь во второй половине XVII века. Примерно в это же время, в конце XVII — нач. XVIII вв. в Коломне появилась сахарная коломенская пастила, что скорее всего было связано с выгодным географическим положением города, его садово-яблочной специализацией и близостью к столице.
Первый рецепт коломенской пастилы был опубликован в 1796 году в одной из первых русских кулинарных книг — «Словаре поваренном, приспешничьем, кандиторском и дистиллаторском», написанной известным в то время литератором, переводчиком и ученым-экономистом Василием Левшиным. В первой половине XIX в. коломенская пастила становится признанной частью русской национальной кухни, её рецепт вошел практически во все русские кулинарные и поваренные книги XIX века.